# Nimzowitsch Zurych
Nimzowitsch Zurych, oficj. Schachklub Nimzowitsch Zürich – szwajcarski klub szachowy z siedzibą w Zurychu, sześciokrotny zwycięzca Nationalligi A.

## Historia
Klub został założony 8 kwietnia 1949 roku. W 1950 roku zespół po raz pierwszy wygrał mistrzostwa Zurychu (ogółem w tych mistrzostwach triumfował jedenastokrotnie). W 1951 roku klub uczestniczył w inauguracyjnym sezonie Nationalligi A, a w latach 1955 i 1957 wygrał te rozgrywki. W tym okresie w klubie grał m.in. Dieter Keller. Kolejne tytuły zdobyto w latach 1964–1967. W połowie lat 80. zespół spadł z Nationalligi A.
Na początku XXI wieku zespół uczestniczył w rozgrywkach Bundesligi, zajmując w 2007 roku trzecie miejsce. W 2010 roku Nimzowitsch zdobył wicemistrzostwo Bundesligi. W 2012 roku klub spadł z Bundesligi. W 2021 roku, po 36 latach przerwy, klub wrócił do Nationalligi A. Po powrocie do Nationalligi A Nimzowitsch wystawił w swoim składzie m.in. Josepha Gallaghera i Thomasa Luthera. Mimo to zespół spadł wówczas do Nationalligi B.